# Романченки
Романченки (пол. Romanczenko) — дворянский род.
Потомство Ивана Игнатьевича Романченка, сотника пикинёрного полка (XVII в.).

## Описание герба
В лазуревом щите серебряный скачущий бык с чёрными глазами, языком, рогами и копытами. На щите золотая перевязь влево, обременённая тремя черными дроздами без клюва и ног.
Щит увенчан дворянскими шлемом и короной. Нашлемник: серебряная бычачья голова с чёрными глазами, языком и рогами. Намёт на щите справа лазуревый с серебром, слева — чёрный с золотом. Девиз: «Терпением» серебряными буквами на лазуревой ленте. Герб Романченко внесён в Часть 13 «Общего гербовника дворянских родов Всероссийской империи», стр. 152.